# Lobocleta longipennata
Lobocleta longipennata är en fjärilsart som beskrevs av Alpheus Spring Packard 1873. Lobocleta longipennata ingår i släktet Lobocleta och familjen mätare. Inga underarter finns listade i Catalogue of Life.